# 田中アキラ
田中 アキラ（たなか あきら、1974年2月19日生）は、山梨県中巨摩郡昭和町出身の演歌歌手である。本名は田中 愛彦（たなか よしひこ）。血液型はO型。キャッチコピーは「魅惑のヴォイス」
14歳…山梨県警愛唱歌「こころはればれ」尾形大作とAB面にて発売。
16歳…元読売巨人軍 木田優夫投手応援歌「野球星」(テイチクレコード)
25歳…愛川けんじ、として「ぬくもり平野」作詞:下地亜紀子 作曲:弦哲也(キングレコード)
31歳…田中アキラ、アクターズプロモーション(当時社長阿知波信介)に所属、霧が流れる夜だから/俺と一緒にいかないか「第38回日本有線大賞新人賞受賞」(徳間ジャパンコミュニケーションズ)

## 経歴・人物
子供の頃から歌が大好きで、10歳で地元作曲家の元で歌のレッスンを始める。その歳、初のちびっ子カラオケ大会に出場し優勝。そして14歳の時に、歌手希望の子供達が集まる大会、全国県や府、そして道からの各テレビ局代表の1名が集結する大会、長崎歌謡祭に出場し奨励賞を受賞。過去には、本田美奈子、夏川りみ、友近、田川寿美、松原健之なども出場している。またその歳、田中よしひことして初のレコードデビュー！タイトルは、こころはればれ(山梨県警愛唱歌)尾形大作と歌われている。また16歳の時には、テイチクレコードより、田中よしひこで、当時、読売巨人軍の木田優夫投手の応援歌！野球星を発売。
今、木田優夫は日本ハムファイターズでジェネラルマネージャーを務めている。
そして高校を卒業と共に、東京のプロデューサーに声を掛けられ、18歳で山梨を離れ上京。作曲家の元へ修行に入る。
そして25歳の時、名前を田中よしひこから愛川けんじに改名。キングレコードよりタイトル「ぬくもり平野」を発売。作詞下地亜希子、作曲弦哲也。
話は戻るが、18歳で東京へ上京してから13年目の6月、2005年徳間ジャパンより、田中アキラとしてメジャーデビュー。「俺と一緒にいかないか」でその年の日本有線大賞新人賞を受賞。翌年にはNHK歌謡コンサートにも出演している。
またメジャーデビューのきっかけを作って頂いたのが、名付け親の、田中アキラが所属をしていたアクターズプロモーション(アクターズエージェンシー)社長の阿知波信介だった。阿知波は若かりし頃、ウルトラマンシリーズのソガ隊員を務めており、多岐川裕美の元夫としても有名な存在である。
当時アクターズプロモーションには、竜雷太、ピーター、左とん平、あおい輝彦、勝野洋、秋野暢子、藤田憲子、沢田亜矢子などが所属していた。
その後、阿知波信介の自殺により事務所は倒産し、所属タレントは解散。
その後、田中アキラは、中村美律子を育てた富田梓仁社長が経営するシン音楽事務所へ移籍。
その後事務所を離れざるをえなくなり、その後アキラ企画を立ち上げ、2012年「あなたが欲しい／さよなら言えず」を作詞作曲アキラで発売。
2015年には「新宿時次郎」を発売。

## ディスコグラフィ

### シングル
1. 霧が流れる夜だから 2005年6月22日発売
2. 雪子 2006年9月6日発売
3. 横浜夜霧 2008年10月8日発売
4. あなたが欲しい 2012年4月25日発売
5. 新宿時次郎 2015年11月11日発売

## 受賞歴
- 1988年
  - 第12回長崎歌謡祭奨励賞
- 2005年
  - 日本有線大賞新人賞（「俺と一緒にいかないか」）